# Partido Republicano Socialista Irlandés
El Partido Republicano Socialista Irlandés (en inglés: Irish Republican Socialist Party, en irlandés:Pairtí Poblachtach Sóisalach na h-Éireann) es un partido político irlandés y norirlandés, el brazo político del Ejército Irlandés de Liberación Nacional (INLA), autoenglobándose ambas organizaciones bajo el nombre de Movimiento Republicano Socialista Irlandés (IRPM). 
El movimiento surgió tras el alto el fuego declarado por el IRA Oficial en 1972. Su fundador y primer líder fue Seamus Costello. Desde su origen, él y el INLA se oponen al proceso de paz en Irlanda del Norte y al Acuerdo de Viernes Santo de 1998, al considerarlos simples instrumentos para prolongar el dominio británico en el Úlster.

## Herencia
El IRSP se consideraba heredero del Partido Socialista Republicano Irlandés (ISRP) de James Connolly, anterior a la independencia de Irlanda. Connolly fue el primer republicano en conectar la lucha contra el dominio británico en Irlanda con el marxismo. Tras su fusilamiento en 1916 por su intervención en el Alzamiento de Pascua, Connolly se convirtió en mártir de la izquierda irlandesa, especialmente por los miembros del ISRP que luego fundaron el Partido Comunista de Irlanda en 1921. 
Los comunistas en el Estado Libre Irlandés (1922-1937) fueron perseguidos ante el temor católico al anticlericalismo del partido. Por otro lado, muchos marxistas irlandeses se unieron a la facción «anti tratado» del IRA y empezaron a acercar al movimiento republicano al sindicalismo, apoyando huelgas y movilizaciones. Algunos de los miembros formaron el grupo Saor Eire (Irlanda Libre) en 1931, un efímero foro comunista que se enfrentó al gobierno irlandés de William Cosgrave. Sin embargo, Saor Eire no consiguió atraer en el electorado irlandés, dañando la imagen del IRA y de los republicanos moderados.     

### El IRA y el marxismo
Entre 1922 y 1969, el IRA trató de conseguir apoyo internacional para la causa republicana. Durante la Segunda Guerra Mundial el grupo mantuvo varios contactos con el Abwehr, el servicio de inteligencia militar alemán, lo que originó duras represalias por parte de los gobiernos de Irlanda y de Irlanda del Norte.
La orientación del IRA cambió nuevamente en los 60, cuando un grupo de irlandeses afincado en Londres fundó la Asociación Connolly, un grupo republicano con influencia comunista que rápidamente arraigó entre los altos mandos del IRA. La "tendencia Connolly" del IRA consideraba la lucha contra el dominio británico en Irlanda del Norte como una parte de la lucha de clases, en la que los protestantes unionistas representaban a la sociedad burguesa. El jefe del Estado Mayor del IRA en los años 60, Cathal Goulding, fue uno de los defensores de esta línea.

## The Troubles
Desgraciadamente para la facción marxista del IRA, en agosto de 1969 se iniciaron the Troubles (los problemas), cuando se produjeron los disturbios entre las comunidades católicas y protestantes en Derry y Belfast. Entre el 12 y el 14 de agosto tuvo lugar la conocida como Batalla del Bogside, en el barrio de Bogisde (Derry), un enfrentamiento callejero entre policías y manifestantes. Por primera vez fue precisa la intervención del Ejército británico para restaurar el orden. Estos disturbios ocasionaron una gran frustración entre los militantes no marxistas del IRA, al negarse el Estado Mayor de la organización a proporcionar armas para defender los barrios católicos. En 1969, un grupo de disidentes abandonó el IRA para formar el IRA Provisional (PIRA). Los que permanecieron en la organización anterior pasaron a convertirse en el IRA Oficial (OIRA). 

## Costello abandona el IRA Oficial
En 1972, el IRA Oficial declaró un alto el fuego y ordenó la suspensión de los ataques contra objetivos británicos. Los elementos más radicales del IRA Oficial consideraron este alto el fuego como una traición, y abandonaron la organización. El 10 de diciembre de 1974, bajo el mando de Seamus Costello, al que el IRA Oficial sometió a un consejo de guerra por violar el alto el fuego, se fundaron simultáneamente el IRSP y el Ejército Irlandés de Liberación Nacional (INLA). Durante los años siguientes, el INLA y el IRA Oficial entablarían una guerra interna dentro del movimiento republicano, comenzando por el asesinato del militante del INLA Hugh Ferguson en enero de 1975. En represalia, el comandante de la Brigada Belfast del IRA Oficial, Billy McMillen, fue tiroteado el 28 de abril por Gerard Steenson en una tienda de herramientas de la calle Spinner, en Belfast.
Aunque Seamus Costello denunció el ataque, el IRA Oficial trató de asesinar a Costello en varias ocasiones. Finalmente, el 5 de octubre de 1977, y pese a la tregua firmada entre el IRA Oficial y el INLA, Costello fue asesinado en la calle North Strand de Dublín mientras estaba en su coche. La muerte de Seamus Costello fue el primer (y hasta ahora el único) asesinato del líder de uno de los grupos participantes en los troubles. 

## En la política irlandesa y norirlandesa
En 1981, el IRSP obtuvo dos concejalías en las elecciones municipales de Belfast, ocupados por Gerry Kelly y Sean Flynn. La campaña de 1981 fue realizada conjuntamente con Democracia Popular, un partido trotskista partidario de la no violencia. No obstante, un miembro de estos últimos fue relacionado con los actos terroristas del INLA, y el otro dimitió al poco tiempo. En 1982 el IRSP obtuvo su primer éxito en la República de Irlanda, logrando un puesto en el Consejo Municipal de Shannon, en el condado de Clare.
Aunque el IRSP no fue el primer partido marxista irlandés, en 1975 se convirtió en el primer partido en toda la isla en reivindicar el derecho al aborto y defender a la comunidad LGBT.

## Bandera delStarry Plough

Bandera del Starry Plough, con la constelación de la Osa Mayor.

La bandera y el símbolo del IRSP y del movimiento socialista republicano en general es la de las estrellas que representan la constelación de la Osa Mayor sobre un campo turquesa. En inglés, la constelación de la Osa Mayor recibe el nombre de Starry Plough ("arado estrellado"). La Starry Plough había sido usada por el Ejército Ciudadano Irlandés (Irish Citizen Army, ICA), de James Connolly entre 1913 y 1947. Connolly explicó el significado del Starry Plough diciendo que una Irlanda libre debería poder gobernar su propio destino "desde el arado hasta las estrellas". La bandera y sus variaciones no solo han sido exclusivamente símbolos del IRSM. Otros grupos políticos como el Sinn Féin, el Sinn Féin Oficial (ahora el Partido de los Trabajadores de Irlanda), y el Movimiento Juvenil Connolly (Connolly Youth Movement, la juventud comunista de la República de Irlanda) utilizan, o han utilizado en el pasado esta bandera en manifestaciones o encuentros.